# 1979 (numero)
Millenovecentosettantanove (1979) è il numero naturale dopo il 1978 e prima del 1980.

## Proprietà matematiche
- È un numero dispari.
- È un numero primo.
  - È un numero primo di Chen.
- È un numero omirp.
- È un numero difettivo.
- È un numero palindromo nel sistema posizionale a base 3 (2201022).
- È un numero nontotiente in quanto dispari e diverso da 1.
- È un numero intero privo di quadrati.
- È un numero odioso.
- È parte della terna pitagorica (1979, 1958220, 1958221).

## Astronomia
- 1979 Sakharov è un asteroide della fascia principale del sistema solare.

## Astronautica
- Cosmos 1979 è un satellite artificiale russo.

## Musica
- 1979 (singolo) è il secondo singolo del gruppo alternative rock statunitense The Smashing Pumpkins.